# El gran vals
El gran vals (en inglés The Great Waltz) es una película biógrafica estadounidense de 1938 dirigida por Julien Duvivier y producida por Bernard H. Hyman. La película está basada en la vida de Johann Strauss II y está protagonizada por Luise Rainer, Fernand Gravet y Miliza Korjus. Rainer recibió el salario más alto por insistencia del productor, pero su papel es comparativamente menor como la esposa de Strauss, Poldi Vogelhuber. Fue el único papel protagónico de Korjus, quien era una famosa ópera soprano e interpretó uno en la película.
Joseph Ruttenberg ganó el Premio de la Academia a la Mejor Fotografía. Korjus fue nominada para Actriz de Reparto, y Tom Held para el mejor montaje. 
La película fue popular en Australia y se distribuyó principalmente en Sídney y Melbourne durante dos años después de su lanzamiento inicial.
La película no tiene conexión con la obra de Broadway del mismo nombre de 1934.

## Sinopsis
La historia altamente ficticia ve a "Schani" despedido de su trabajo en un banco. Reúne a un grupo de músicos desempleados que dan una actuación en el café de Dommayer. La audiencia es mínima, pero cuando dos cantantes de ópera, Carla Donner (Miliza Korjus) y Fritz Schiller ( George Houston), los visitan mientras se reparan su carruaje, la música atrae a público más amplio.
Strauss se ve envuelto en una protesta estudiantil; Carla Donner y él evitan el arresto y escapan a los bosques de Viena, donde se inspira para componer el vals "Cuentos de los bosques de Viena".
Carla le pide a Strauss algo de música para cantar en una velada aristocrática, y eso lleva al compositor a recibir un contrato de publicación. Está de camino y ahora puede casarse con Poldi Vogelhuber, su novia. Pero la cercanía de Strauss y Carla Donner, durante los ensayos de operetas, atrae comentarios, sobre todo del conde Hohenfried, el admirador de Donner.
Poldi sigue siendo leal a Strauss y el matrimonio es largo. Es recibido por el Kaiser Francisco José I de Austria (a quien, sin saberlo, insultó a raíz de las protestas estudiantiles), y los dos se paran ante multitudes en el balcón de Schönbrunn.

## Reparto
- Luise Rainer como Poldi Vogelhuber
- Fernand Gravet como Johann Strauss II
- Miliza Korjus como Carla Donner
- Hugh Herbert como Hofbauer
- Lionel Atwill como Conde Hohenfried
- Curt Bois como Kienzl
- Al Shean como violoncelista
- Minna Gombell como Sr. Hofbauer
- Alma Kruger como Sra. Strauss
- Greta Meyer como Sra. Vogelhuber
- Bert Roach como Vogelhuber
- Henry Hull como Francisco José I de Austria
- Sig Rumann como Wertheimer
- George Houston como Schiller
- Herman Bing como Dommayer
- Christian Rub como cochero
- Frank Mayo como oficial de marina (sin acreditar)
- Larry Steers como hombre con uniforme (sin acreditar)

## Premios y distinciones
Premios Óscar
| Año  | Categoría               | Persona           | Resultado |
| ---- | ----------------------- | ----------------- | --------- |
| 1939 | Mejor Fotografía        | Joseph Ruttenberg | Ganador   |
| 1939 | Mejor montaje           | Tom Held          | Nominado  |
| 1939 | Mejor actriz de Reparto | Miliza Korjus     | Nominado  |

## Acogida del público
Según los registros de MGM, el film ganó $918,000 en EE.UU y Canadá, y $1,504,000 en todo el mundo por lo que registró unas pérdidas de $724,000.

## Adaptación
La película tuvo su adaptación en 1972, con Horst Buchholz en el papel de Strauss, junto a Mary Costa, Nigel Patrick, y Yvonne Mitchell.